# Stazione di Shin-Shirakawa
La stazione di Shin-Shirakawa (新白河駅?, Shin-Shirakawa-eki) è una stazione ferroviaria della città di Nishigō, nella prefettura di Fukushima della regione del Tōhoku utilizzata dai servizi del Tōhoku Shinkansen e dalla linea principale Tōhoku.

## Linee
East Japan Railway Company
■ Tōhoku Shinkansen
■ Linea principale Tōhoku

## Struttura
La stazione è composta di due sezioni, una in superficie per le linee Tōhoku regionali, e una su viadotto per l'alta velocità Tōhoku Shinkansen. La prima è dotata di un marciapiede laterale e uno a isola con tre binari passanti, e la seconda possiede due marciapiedi laterali con l'aggiunta di due binari (2 e 3) al centro per il passaggio ad alta velocità dei treni non fermanti a Shin-Shirakawa.
| 1   | Tōhoku Shinkansen         | per Ōmiya, Ueno e Tokyo                                   |
| 4   | Tōhoku Shinkansen         | per Kōriyama, Sendai, Morioka e Shin-Aomori               |
| 5-6 | ■ Linea principale Tōhoku | per Shirakawa, Kōriyama e Fukushima                       |
| 6-7 | ■ Linea principale Tōhoku | per Kuroiso, Utsunomiya, Ōmiya, Ueno, Shinjuku e Yokohama |

## Stazioni adiacenti
| «                       | Servizio                | »                       |
| Linea principale Tōhoku | Linea principale Tōhoku | Linea principale Tōhoku |
| ----------------------- | ----------------------- | ----------------------- |
| Shirasaka               | -                       | Shirakawa               |
| Tōhoku Shinkansen       |                         |                         |
| Nasushiobara            | -                       | Kōriyama                |